# Lower Muea
Pour les articles homonymes, voir Muea.
Lower Muea ou Muea Mbenge est une localité du Cameroun, située dans l'arrondissement de Buéa, le département du Fako et la région du Sud-Ouest.

## Population
En 1953, Upper Muea et Lower Muea avaient 881 habitants. En 1968, Lower Muea comptait 97 habitants, principalement des Bakweri. Lors du recensement de 2005, on a dénombré 12580 personnes.